# マレーシアの政治
マレーシアの政治（マレーシアのせいじ、Politics_of_Malaysia）は連邦制の議会制民主主義と選挙君主制を基本としている。国家元首たる国王は国家の象徴であり、名義上国軍最高司令官である。9つの州の君主による秘密投票の互選により選ばれる。

## 政党

### 六大政党連合について
主に現在“六大政党連合”と言われる６つの政党連合が存在している。政党連合は2020年–2022年マレーシア政治危機後に再編された。
政党連合のリスト
| 政党             | 略称 | 代表                         | 思想                                                  | 立場           |  |
| ---------------- | ---- | ---------------------------- | ----------------------------------------------------- | -------------- |  |
| 国民戦線         | BN   | Ahmad Zahid Hamidi           | マレー人至上主義 大民族主義 社会保守主義 経済自由主義 | 右翼           |  |
| 希望連盟         | PH   | アンワル・イブラヒム         | 社会民主主義 社会自由主義 進歩主義 改良主義           | 中道右派       |  |
| 国民連盟         | PN   | ムヒディン・ヤシン           | マレー人至上主義 大民族主義 社会保守主義 改良主主義   | 右翼           |  |
| 祖国行動連盟     | GTA  | マハティール・ビン・モハマド | マレー人至上主義 保守主義 経済自由主義                |                |  |
| サバ人民連盟     | GRS  | Hajiji Noor                  | サバ地域主義                                          | 中道右派～右翼 |  |
| サラワク政党連盟 | GPS  | Abang Abdul Rahman Johar     | サラワク地域主義 社会保守主義 経済自由主義            | 中道右派       |  |

六大政党連合以外に、サラワクで活動している下記政党連合がある。
- サラワク人民団結連盟